# Nikolaikirche, Flensburg

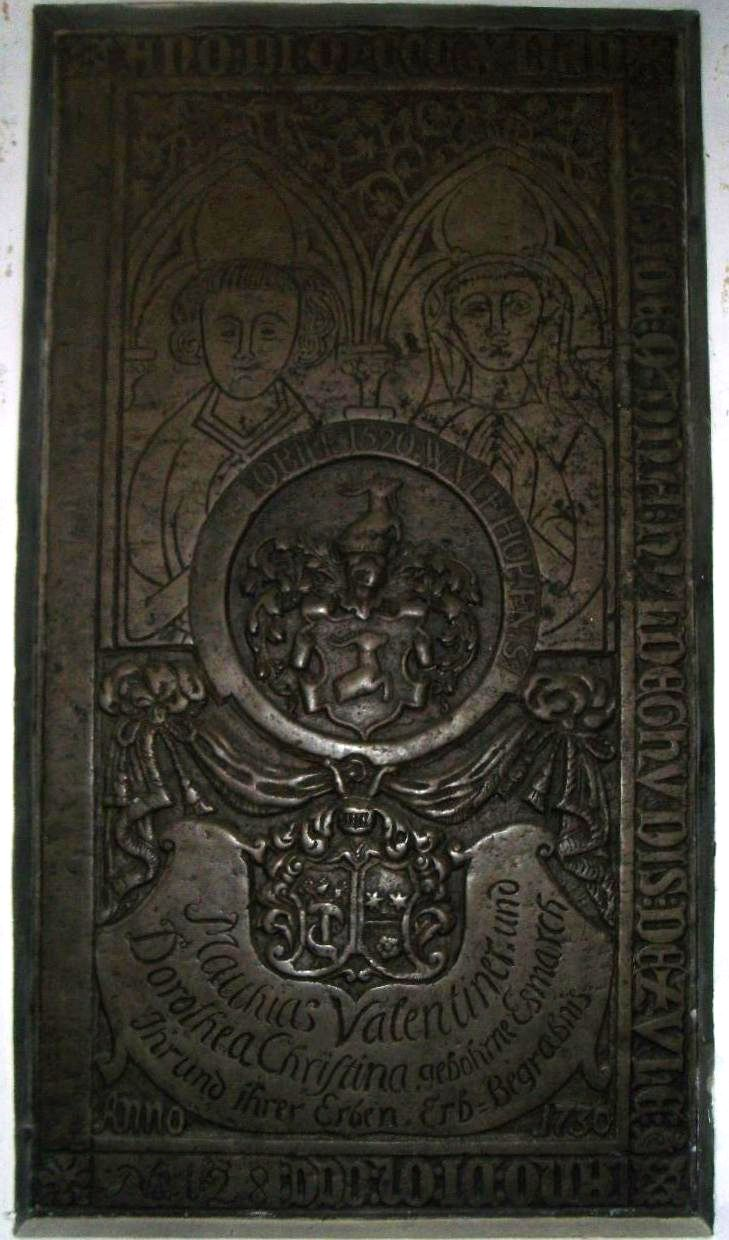
Flensburgs äldsta gravplats, från den tidigare kyrkan som stod färdig 1332. Gravstenen lades 1341 för Hildegundis de Zule och hennes make. Den återanvändes 1590 för Wulf Hokens (vapenskölden i mitten) och 1730 för Matthias Valentiner (nedre vapenskölden och inskriptionen).

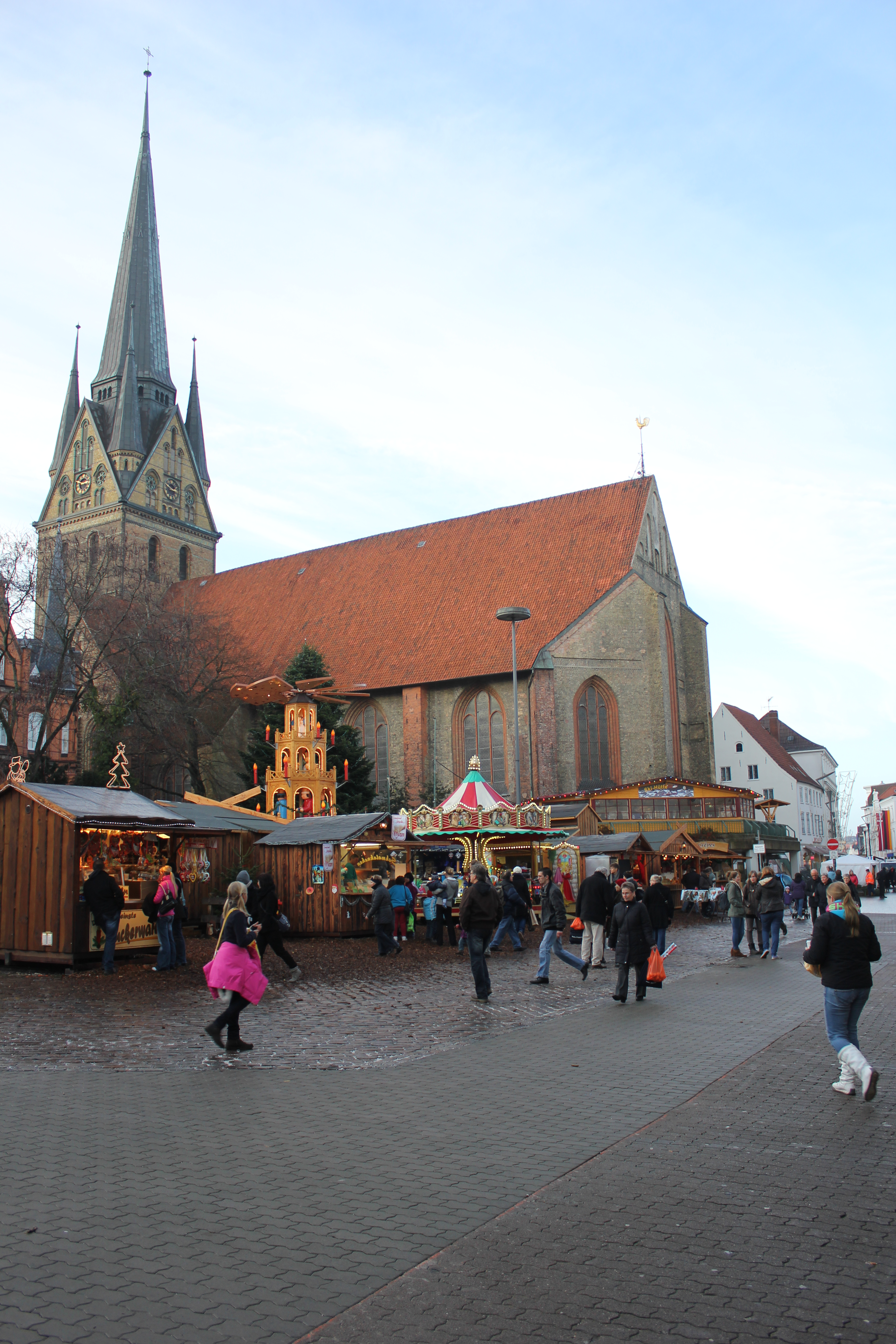
Nikolaikirche.

Nikolaikirche  (da: Nikolaikirken alt. Sankt Nikolaj Kirke) vid Südermarkt (da: Søndertorvet) i Flensburg påbörjades byggas 1390. Den första etappen stod färdig 1440 och den andra 1480, men efter en stadsbrand 1485 genomgick kyrkan reparationer fram till 1490. Den ersatte en äldre kyrka från 1332 på samma plats. Kyrkan är uppkallad efter Sankt Nikolaus och utgör stadens huvudkyrka för den tyskspråkiga allmänheten.
Kyrkan uppfördes som en 52 m lång och 21 m bred treskeppig gotisk hallkyrka, utan kyrktorn och spira, vars klockringningar ända fram till andra hälften av 1800-talet besörjdes av en separat klockstapel. Den 90 meter höga tornspiran tillbyggdes 1892. Kyrkans berömda orgel härstammar från 1602. Orgelhusets fasad är utförd av den Flensburgkonstnären Hinrich Ringerinck, som också skapat altartavlan i Marienkirche i samma stad. Kyrkans dopfunt är tillverkad i brons av klockgjutaren Peter Hanssen, och införskaffades 1497.
Stadens första lutherska predikan hölls i Nikolaikirche den 30 november 1526. Det var den nya nederländska kyrkoherden vid Nikolaikirche, Gerhard Slewart, som höll predikan.